# يوهانا لوخت
يوهانا لوخت (بالألمانية: Johanna Lucht) هي مهندسة فضاء تعمل في ناسا، وهي أول مهندس من الصم يعمل في ناسا يقوم بدور فعال أثناء رحلات اختبار مركز التحكم.

## حياتها
ولدت يوهانا لأبوين من السامعين في ألمانيا حيث كانت موارد الصم شحيحة وقتها. لذلك، لم تستطع التواصل معظم سنين طفولتها. طورت فهما للرياضيات قبل حتى أن تستطيع التواصل جيدا. لم تتعلم اللغة حتى عامها التاسع بعد أن عيّنت مدرستها كيث فين، مترجم إشارة، فتعلمت أولى لغاتها وهي لغة الإشارة الأمريكية ثم الإنجليزية. تقول جوهانا أن «الرياضيات كانت أول شيء فهمته في المدرسة، لذلك لطالما أحببتها أثناء طفولتي. كانت المادة التي عملْت على فهمها وأصبحت مادتي المفضلة. نشأت متمرسة في الرياضيات.» تمكنت من اللحاق بزملائها حتى تخرجت من مدستها الثانوية بمعدل تراكمي 3.98/4.00.
انتقلت في سن 12 عامًا إلى آلاسكا في الولايات المتحدة، حيث يوجد مجتمع وبرامج مخصصة للصم. أدى ذلك لتطور قدراتها اللغوية والعلمية كذلك. تطوعت يوهانا في مساعدة طلاب الصم الذين يواجهون صعوبة في الرياضيات. أحد البرامج، وعنوانه «أكاديمية الصيف 2008»، عرف يوهانا، في سن 16، على علوم الحاسب المجال الذي ركزت عليه يوهانا أكثر فأكثر. التحقت بجامعة مينيسوتا توين سيتيز، حيث بدأت بتلقي رسائل إلكترونية تدعوها لتدريب صيفي في ناسا. بعد تردد قدّمت طلبا ووفِق عليه وأصبحت متدربة في قسم ناسا آرمسترونغ للهندسة والبحوث. كمتدربة شابة، انصب عملها على نسخة تطبيق هاتف محمول من نظام تفادي الاصطدام بالأرض والذي يحذر الطيارين من التضاريس الخطرة. بعد انتهاء التدريب بقليل عُرضت عليها وظيفة دائمة.
انضمت يوهانا إلى فرع تطوير النظم والمجسات في ناسا آرمسترونغ، ثم انتقلت إلى فرع تكامل واختبار المركبات في 2016، والذي يُعنى بتصميم وتكامل واختبار الأنظمة قيد البحث في المركبات الطائرة. عُينت في منصب مهندس Systems II لرحلات الطيران، حيث كانت مسؤوليتها مراقبة وتقييم بيانات موضع المركبة وأنظمة الملاحة، وتحليل بيانات الرحلة لمراقبة أداء المركبة أثناء الرحلة، في مركز أبحاث ناسا بلانغلي، فيرجينيا.

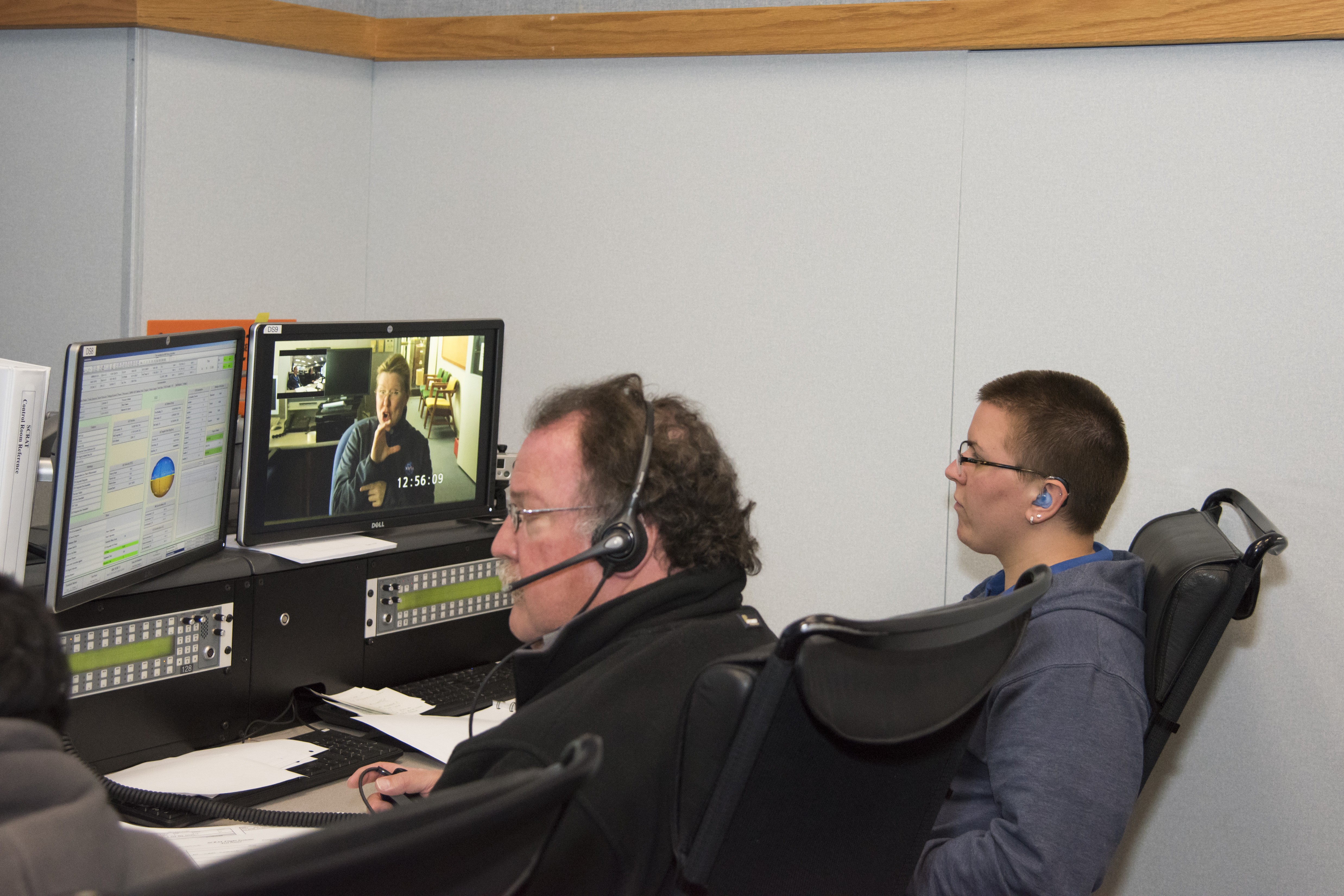
يوهانا وأمامها شاشة إضافية لمترجم لغة الإشارة

شكلت ترجمة لغة الإشارة عائقا في توصيل المصطلحات التقنية المعقدة والتي كان ينبغي أن تهجّى بالأصابع، الشيء الذي دفعها لاختراع إشارات لتلك المصطلحات. تجلس يوهانا أثناء مراقبة الرحلات وأمامها شاشة إضافية لمترجم الإشارة الفوري الذي يترجم أي رسالة ترد من الطيار فوريًّا ليوهانا.